# Равсімод
Равсімод (* д/н — 332) — король роксоланів у 1-й половині IV ст.

## Життєпис
Про його батьків нічого невідомо. Равсімод у 310-х роках очолював плем'я роксоланів біля Меотійського озера. Наприкінці 320-х років під тиском готів вимушений був відкочувати до придунайських областей.
У 332 році атакував римську провінцію Паннонія. Втім не зумів захопити провідні міста, сплюндрувавши сільську місцину. Затримався при облозі фортеці Кампона. У відповідь імператор Костянтин I на чолі війська виступив проти Равсімода. Останній вступив у битву, в якій зазнав поразки. Тоді він повернувся на другий бік Дунаю, де почав збирати нові війська. Але римляни переправилися через річку, завдавши нищівної поразки роксоланам. У цій битві загинув Равсімод.
Висловлювалася думка, що Равсімод є ідентичним боспорському цареві Радамсаду. З огляду на це висловлюється думка, що набіг відбувся не у 332, а у 322 чи 323 році, можливо, здійснив похід за наказом імператора Ліцинія, який намагався послабити Костянтина I перед вирішальною боротьбою за владу над усією Римською імперією.